# Achondrostoma oligolepis
Achondrostoma oligolepis és una espècie de peix cipriniforme de la família dels ciprínids.

## Morfologia
Els mascles poden assolir els 25 cm de longitud total.

## Distribució geogràfica
Es troba a Portugal. També es troben com a espècie introduïda als estanys de les Açores, sobretot a São Miguel i Pico.